# Kayne Vincent
Kayne Vincent (født 29. oktober 1988) er en newzealandsk fodboldspiller.

## New Zealands fodboldlandshold
| New Zealands landshold | New Zealands landshold | New Zealands landshold |
| År                     | Kmp                    | Mål                    |
| ---------------------- | ---------------------- | ---------------------- |
| 2014                   | 1                      | 0                      |
| Total                  | 1                      | 0                      |